# Diane Carey
Diane Lydia Carey-Brodeur, nata Diane Lydia Carey, conosciuta anche con gli pseudonimi di Lydia Gregory, Lydia Gregory  e D. L. Carey (Flint, 2 ottobre 1954), è una scrittrice di fantascienza statunitense.

## Biografia
Diane L. Carey è nata il 2 ottobre 1954 a Flint nel Michigan. È sposata con Gregory E. "Greg" Brodeur, un editore, con cui ha avuto tre figli e vive a Owosso nel Michigan. Il suo lavoro principale è gestire la Falconbane Historic Events and Weddings, di sua proprietà, ma è stata anche insegnante di inglese e comunicazione aziendale in una delle scuole locali, il Baker College, i suoi hobby includono suonare le cornamuse, lavorare su velieri storici e il motociclismo. Lei e la sua famiglia passano anche molto tempo a salvare cani e gatti e a trovargli nuove case.
Carey iniziò la carriera come scrittrice di romanzi rosa sotto lo pseudonimo di Lydia Gregory, e in seguito con il suo nome da nubile Diane Carey o D. L. Carey. Ha anche scritto racconti per bambini, ma il suo lavoro più conosciuto è quello relativo ai romanzi su Star Trek. È stata la scrittrice principale di due serie di spin-off letterari su Star Trek: The Next Generation con Star Trek: Ghost Ship e della trasposizione letteraria dell'episodio pilota di Star Trek: Enterprise, Prima missione dal titolo Enterprise: Verso le stelle. L'opera letteraria della Carey ha ottenuto un riconoscimento dall'Università statale del Michigan che l'ha annoverata nella Michigan Writers Series.

## Opere

### Come Lydia Gregory

#### Romanzi rosa storici
- Unwilling Enchantress (1982, ed. Dell Pub. Co., ISBN 0-440-19185-8)

### Come Diane Carey

#### Romanzi rosa storici
- Silver Season (1985, ed.  New Amer Library, ISBN 0-451-13020-0)
- Harem (1986, ed. New American Library, ISBN 0-440-19185-8 - Titolo italiano Harem, 1986, ed. Rizzoli, ISBN 8-817-11316-6)
- Under the Wild Moon (1985, ed.  New American Library, ISBN 0-451-14154-7)
- After the Torchlight (1986, ed. New American Library, ISBN 0-451-14561-5)
- Sudden Storm (1990, ed. M. Evans, ISBN 0-871-31639-0)
- Rose Legacy (1991, ed. M. Evans, ISBN 0-871-31647-1)

#### SerieStar TrekClassica
- Dreadnought! #29, Cilclo Fortunes of War, Libro 1 (1986, ed. Pocket Books, ISBN 0-671-72567-X)
- Battlestations! #31, Cilclo Fortunes of War, Libro 2 (1986, ed. Pocket Books, ISBN 0-671-63267-1)
- Final Frontier (1988, ed. Pocket Books, ISBN 0-671-64752-0)
- Best Destiny (1992, ed. Pocket Books, ISBN 0-671-79588-0 - Titolo italiano Un destino glorioso, 2000, ed. Fanucci, ISBN 8-834-70714-1)
- The Great Starship Race #67 (1993, ed. Pocket Books, ISBN 0-671-87250-8)
- First Frontier #75, con Dr. James I. Kirkland (1995, ed. Pocket Books, ISBN 0-671-52045-8)
- First Strike #79, Cilclo Invasion!, Libro 1 (1996, ed. Pocket Books, ISBN 0-671-54002-5 - Titolo italiano Invasione: Primo Attacco, 1997, ed. Fanucci, ISBN 8-834-70563-7)
- Cadet Kirk Ciclo Starfleet Academy, Libro 3 (1996, ed. Pocket Books, ISBN 0-671-00077-2)
- Starfleet Academy (1997, ed. Pocket Books, ISBN 0-671-01550-8)
- Wagon Train to the Stars #89, Ciclo: New Earth, Libro 1 (2000, ed. Pocket Books, ISBN 0-671-00077-2 - Titolo italiano Missione Terra Nova, 2002, ed. Fanucci, ISBN 8-834-70863-6)
- Belle Terre (2000) #90 con Dean Wesley Smith, Ciclo: New Earth, Libro 2 (2000, ed. Pocket Books, ISBN 0-671-04297-1)
- Challenger (2000) #94, Ciclo: New Earth, Libro 6 (2000, ed. Pocket Books, ISBN 0-671-04298-X)
- Chainmail (2001) Ciclo Gateways, Libro 2 (2001, ed. Pocket Books, ISBN 0-743-41855-7)
- Exodus, nel libro What Lay Beyond, Ciclo Gateways, Libro 7 (1995, ed. Pocket Books, ISBN 0-743-43112-X)

#### SerieStar Trek The Next Generation
- Ghost Ship #1 (1988, ed. Pocket Books, ISBN 0-671-74608-1)
- Descent (1993, ed. Pocket Books, ISBN 0-671-88267-8, romanzamento episodio 6x26-7x01 Il ritorno dei Borg)
- Ship of the Line (1997, ed. Pocket Books, ISBN 0-671-00924-9 - Titolo italiano Salto nel tempo, 1998, ed. Fanucci, ISBN 8-834-70614-5)
- Ancient Blood, Ciclo Day of Honor, Libro 1  (2000, ed. Pocket Books, ISBN 0-671-00077-2 - Titolo italiano Il giorno dell'onore: Antico Sangue, 1998, ed. Fanucci, ISBN 8-834-70599-8)
- Red Sector, Ciclo Double Helix, Libro 3 (1999, ed. Pocket Books, ISBN 0-671-03257-7)

#### SerieStar Trek Deep Space Nine
- The Search (1994, ed. Pocket Books, ISBN 0-671-04295-5, romanzamento episodio 3x01-02 In cerca dei fondatori)
- Station Rage #13 (1995, ed. Pocket Books, ISBN 0-671-88561-8)
- The Way of the Warrior, con Ira Steven Behr e Robert Hewitt Wolfe (1995, ed. Pocket Books, ISBN 0-671-56813-2, romanzamento episodio 4x01-02 La via del Guerriero)
- Trials and Tribble-ations, con David Gerrold (1996, ed. Pocket Books, ISBN 0-671-00902-8, romanzamento episodio 5x06 Animaletti pericolosi)
- Call to Arms, Ciclo The Dominion War, Libro 2 (1998, ed. Pocket Books, ISBN 0-671-02497-3, romanzamento episodio 5x26 Chiamata alle armi - Titolo italiano La guerra del dominio: Chiamata alle armi, 2000, ed. Fanucci, ISBN 8-834-70771-0)
- ...Sacrifice of Angels , Ciclo The Dominion War, Libro 4 (1998, ed. Pocket Books, ISBN 0-671-02497-3, romanzamento episodio 6x06 Il sacrificio degli angeli - Titolo italiano La guerra del dominio: Il sacrificio degli angeli, 2000, ed. Fanucci, ISBN 8-834-70771-0)
- What You Leave Behind (1999, ed. Pocket Books, ISBN 0-671-03476-6, romanzamento episodio 7x25-26 Quel che si lascia)

#### SerieStar Trek Voyager
- Flashback con Brannon Braga (1996, ed. Pocket Books, ISBN 0-671-00383-6, romanzamento episodio 3x02 Flashback)
- Fire Ship, Ciclo Star Trek: The Captain's Table, Libro 4 (1998, ed. Pocket Books, ISBN 0-671-01467-6 - Titolo italiano La tavola del Capitano: La nave di fuoco, 2000, ed. Fanucci, ISBN 8-834-70715-X)
- Equinox (1999, ed. Pocket Books, ISBN 0-671-04295-5, romanzamento episodio 5x26-6x01 Equinox)
- Endgame, con Christie Golden (2001, ed. Pocket Books, ISBN 0-743-44216-4, romanzamento episodio 7x25-26 La fine del gioco)(da non confondere con End Game di Peter David)

#### SerieStar Trek Enterprise
- Broken Bow (2001, ed. Pocket Books, ISBN 0-743-44862-6, romanzamento episodio 1x01 Prima missione - Titolo italiano Enterprise: Verso le stelle, 2002, ed. Fanucci, ISBN 8-834-70863-6)

#### SerieAliens
- DNA War (2006, ed. DH Press, ISBN 1-595-82032-9)
- Cauldron (2007, ed. Dark Horse Books, ISBN 1-595-82113-9)

#### Romanzamento di film
- S.W.A.T (2003, ed. Pocket Star Books, ISBN 0-743-46771-X)

### Come D. L. Carey

#### Serie Civil War (Romanzi rosa storici)
1. Distant Drums (1991, ed. Bantam Books, ISBN 0-553-28620-X)
2. Rise Defiant (1991, ed. Bantam Books, ISBN 0-553-29366-4)

#### SerieDistress Call 911 Series
1. Twist of Fate (1996, ed. Pocket Books, ISBN 0-671-55306-2)
2. Buried Alive (1996, ed. Pocket Books, ISBN 0-671-55307-0)
3. Danger Zone (1996, ed. Pocket Books, ISBN 0-671-55309-7)
4. Worth Dying For (1996, ed. Pocket Books, ISBN 0-671-55308-9)
5. Million Dollar Mistake (1996, ed. Pocket Books, ISBN 0-671-00095-0)
6. Roughing It (1996, ed. Pocket Books, ISBN 0-671-00096-9)
7. Promise Me You'll Stop Me (1997, ed. Pocket Books, ISBN 0-671-00097-7)

### Altre opere
- Do You Have a Beaumont Doctor?, con Ananias C. Diokno (2014, ed. Huron River Press, ISBN 1-932-39926-7)
- How to Help Stray Pets and Not Get Stuck (2014, ed. Köehlerbooks, ISBN 1-938-46798-1)
- Banners (2013, ed. Koehler Books, ISBN 1-938-46795-7)